# Gerard Bergholtz

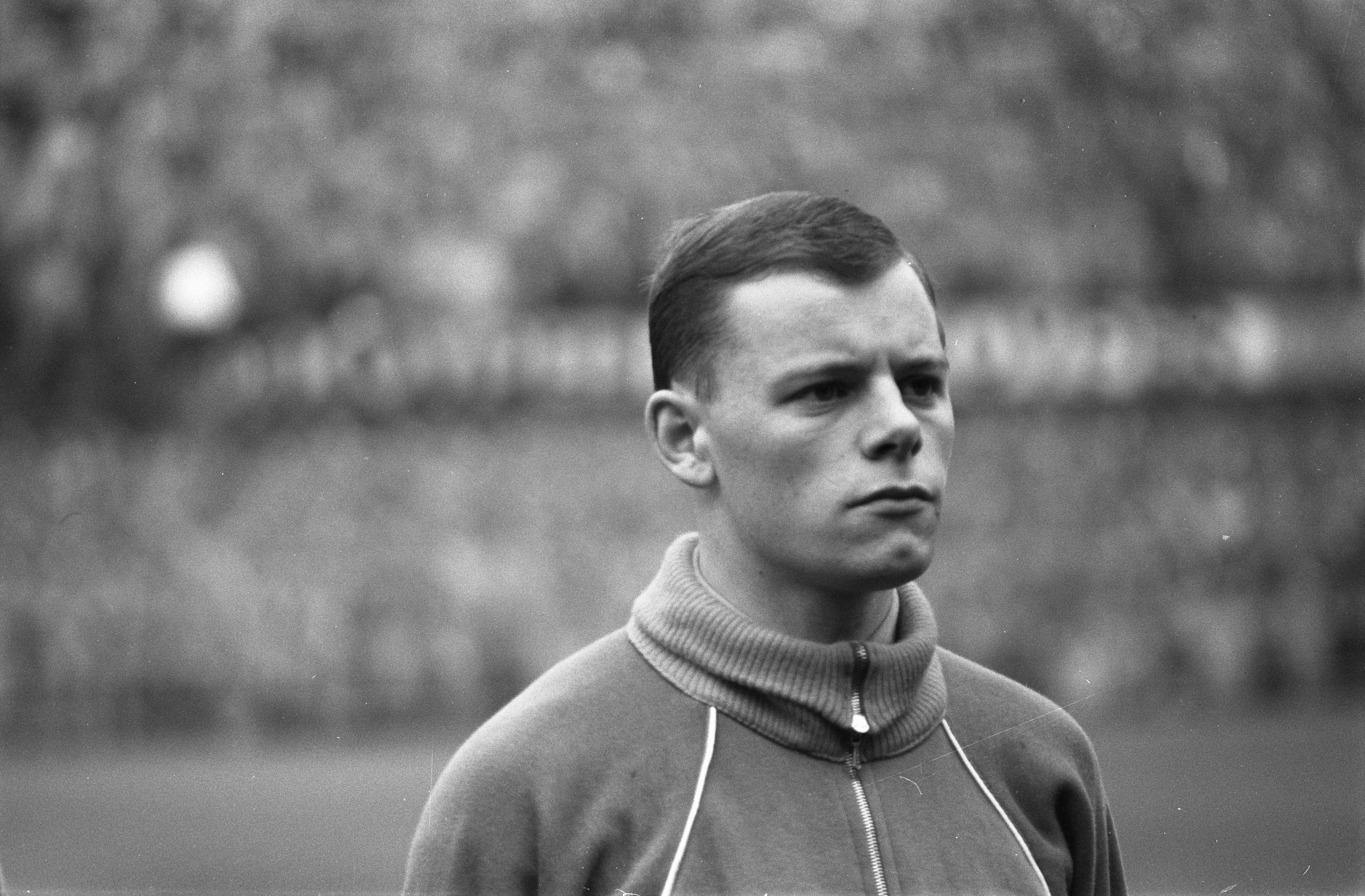
Gerard Bergholtz 1961

Gerardus Maria Catherina Henricus „Pummie“ Bergholtz (* 29. August 1939 in Maastricht, Niederlande) ist ein ehemaliger niederländischer Fußballspieler, der in den 1960er Jahren mit Feijenoord Rotterdam niederländischer Meister und mit dem RSC Anderlecht dreimal belgischer Meister wurde. Zwölfmal kam er in der niederländischen Nationalmannschaft zum Einsatz.

## Vereinskarriere
Bergholtz begann seine Fußballerlaufbahn als Kind mit sechs Jahren bei Rapid, einem von Jesuiten geführten Verein seiner Heimatstadt. Mit 18 Jahren kam der Stürmer zum MVV Maastricht, wo er seine professionelle Laufbahn am 25. August 1957 mit einer 0:4-Niederlage bei Ajax Amsterdam begann. Hier erhielt er auch seinen Spitznamen „Pummie“. Vier Jahre war er für den MVV aktiv, ehe er 1961 für eine Ablösesumme von 80.000 Gulden zum amtierenden niederländischen Meister Feijenoord nach Rotterdam wechselte – zu dieser Zeit ein sehr hoher Betrag für einen erst 21-Jährigen, der allerdings bereits zweimal in der Nationalmannschaft eingesetzt worden war.
Bei Feijenoord zählte er nach dem Wechsel gleich zur Stammformation; erstmals war er in der Eredivisie am 20. August 1961 beim 6:1-Sieg bei Rapid JC für seinen neuen Arbeitgeber tätig. Sein erster internationaler Einsatz für den neuen Verein als Rechtsaußen vor dem rechten Läufer Rinus Bennaars war ein Spiel im Europapokalwettbewerb im Ullevi-Stadion gegen IFK Göteborg, das Feijenoord 3:0 gewann, allerdings ohne Torerfolg von Bergholtz. Feijenoord konnte in der neuen Spielzeit in der Eredivisie den Erfolg des Vorjahres wiederholen, so dass Bergholtz gleich in seiner ersten Saison einen Meistertitel feiern konnte. In vier Spielzeiten kam er in Rotterdam auf 102 Einsätze mit 27 Toren in der Eredivisie.
Da zu dieser Zeit in den Niederlanden nur sechs Spieler eines Vereins maximal 10.000 Gulden verdienen durften, verweigerte ihm der Verein eine Gehaltserhöhung, so dass Berholtz 1965 über die Grenze zum belgischen Spitzenklub RSC Anderlecht ging. In seinen ersten drei Spielzeiten gewann er mit den Lila-Weißen vier Titel, nämlich jeweils die Meisterschaft und 1967 zusätzlich den Belgischen Pokal. Dabei bildete er mit Jan Mulder und Paul Van Himst einen Sturm, der in der Saison 1966/67 in der Ersten Division gemeinsam 49 Tore erzielte. In seiner letzten Saison in Anderlecht kam er nur noch zu vier Ligaeinsätzen, so dass er 1970 innerhalb Brüssels zu Racing White AC wechselte, mit dem er 1972/73 den UEFA-Pokalwettbewerb erreichte. Hier blieb er auch noch eine Saison, nachdem Racing White und Daring Molenbeek 1973 zum RWD Molenbeek fusionierten.
1974 wechselte der mittlerweile 35-Jährige zum RAEC Mons in die tweede klasse, wo er 1976 seine aktive Laufbahn beendete.

## Nationalmannschaft
Bergholtz gehörte bereits im März 1961 bei einem Freundschaftsspiel gegen Belgien zum Aufgebot der Niederlande, kam jedoch nicht zum Einsatz. Doch schon am 30. April 1961 durfte er im WM-Qualifikationsspiel gegen Ungarn erstmals in Oranje auflaufen; die Niederlande verloren allerdings in De Kuip mit 0:3. Bereits 14 Tage später lief es für den Maastrichter und seine Mannschaft etwas erfreulicher; im Leipziger Zentralstadion gab es ebenfalls in der WM-Qualifikation ein 1:1-Unentschieden.
Auf sein nächstes Spiel musste Bergholtz fast genau ein Jahr warten; dann ging es im Amsterdamer Olympiastadion gegen den amtierenden Weltmeister Brasilien und die Elftal gewann 1:0. Nach einem erneuten Jahr ohne Einsatz machte er 1964/65 acht weitere Spiele für die Nationalelf, darunter drei Einsätze in der Qualifikation für die WM 1966. Nach wiederum zwei Jahren, in denen er nicht berufen wurde, holte ihn Bondscoach Georg Keßler 1967 noch einmal zurück für ein Spiel in der EM-Qualifikation. Wie bei seinem ersten Einsatz ging es am 10. Mai 1965 im Népstadion gegen Ungarn, und auch dieses Spiel – Bergholtz’ zwölftes und letztes in der Nationalmannschaft – ging verloren, mit 1:2. Und auch in diesem Match blieb Bergholtz wie in den elf Spielen zuvor ohne Torerfolg.

## Trainer
Nach seiner aktiven Laufbahn arbeitete Bergholtz als Trainer mehrerer unterklassiger belgischer Vereine, so in Lanaken, Bilzen und bei Patro Eisden in Maasmechelen. 1979 bis 1981 war er zwei Spielzeiten Übungsleiter beim Zweitligisten VV St. Truiden; 1987 übte er diese Funktion kurzzeitig auch beim Erstligisten AA Gent aus.